# Сиверсов канал
Си́версов канал — судоходный канал в Новгородском районе Новгородской области Российской Федерации. Является составной частью Вышневолоцкой водной системы. Соединяет нижнее течение реки Мста с рекой Волхов, сокращая путь из Мсты в Волхов и обходя озеро Ильмень и мели в нижнем течении Мсты.
Построен по инициативе новгородского губернатора Якова Сиверса в 1798—1803 годах и назван в его честь указом императора Александра I .
Начинается в 16 км от устья Мсты, заканчивается на правом берегу Волхова у Рюрикова городища в Великом Новгороде.
Конец канала обозначен каменным столбом.
При постройке канал имел общую длину 8,5 км, ширину по дну около 20 м, глубину при среднем горизонте озера около 70 см.
Канал был проложен по заболоченной местности, к тому же пересекал два озера и два ручья; в результате канал стал заиливаться практически сразу после постройки и вскоре оказался непригодным для судоходства. Это привело к необходимости постройки уже через двадцать лет Вишерского канала.
Канал был проложен непосредственно через Рюриково городище, часть памятника при этом была уничтожена. Городищенский холм продолжает размываться течением канала по сей день. 
В настоящее время, несмотря на свой солидный возраст, именно углублённый Сиверсов канал, а не Вишерский, продолжает быть частью водных путей Северо-Запада России и включён в Перечень внутренних водных путей.
Длина современного канала около 10 км, средняя глубина канала 2,40—2,50 м.
Километраж судоходной части Мсты ведётся от начала Сиверсова канала, а не от природного устья реки.
По каналу запрещено движение маломерных судов при ограниченной видимости менее одного километра (в том числе с использованием радиолокационной станции).
Строительство Сиверсова канала изменило русло Малого Волховца, который раньше начинался как раз в точке, где канал соединяется с Волховом.
Сиверсов канал активно используется как гребной канал, где тренируются спортсмены новгородской школы гребли.